# Продукция на растительной основе
Продукция на растительной основе — продукция, являющаяся растительной альтернативой продукции животноводства, полученной способом глубокой переработки зерновых, бобовых, масличных культур и орехов. Является частью растительного питания.
Продукты на растительной основе разделяют на различные категории. Например:
- мясные альтернативы (котлеты, фарш, фрикадельки, наггетсы, пельмени и т. д.),
- молочные альтернативы (сыры, йогурты, молоко, сметана и т. д.),
- рыбные альтернативы (лосось, тунец, креветки, рыбные палочки и т. д.),
- растительные соусы,
- растительное мороженое
- растительные заменители"яиц"[1].

В последние годы в России увеличилось число производителей растительных альтернатив. Некоторые специализируются на одной продукции, а некоторые — производят несколько категорий.
В 2020 году рынок растительного мяса в России составил 2,6 млрд рублей (216 млн рублей в месяц), а растительного молока — 6,5 млрд рублей (541 млн рублей в месяц).
По данным сервиса «Яндекс. Маркет Аналитика», за последние два года онлайн-продажи растительных продуктов увеличились в 7,5 раза.

## Регулирование рынка
Международный опыт:
Необходимость накормить растущее население планеты одновременно с устойчивым производством продуктов питания — один из ключевых приоритетов Продовольственной и сельскохозяйственной организации ООН (ФАО) совместно со Всемирной организацией здравоохранения (ВОЗ)..
Исходя из этих приоритетов ФАО/ВОЗ приветствуют и стимулируют системные инновации, к числу которых относят переход от уже установленных стандартов к пищевым стандартам будущего (NFPS). К таким новым продуктам питания ФАО/ВОЗ относят, в том числе, растительные белковые альтернативы.
На сегодняшний день действует ряд стандартов Кодекса Алиментариуса, содержащих требования к таким продуктам питания. Например:
- CODEX ALIMENTARIUS CXS 174—1989 GENERAL STANDARD FOR VEGETABLE PROTEIN PRODUCTS (VPP) (Общий стандарт на растительные белковые продукты)[5],
- CODEX ALIMENTARIUS CXS 175—1989 GENERAL STANDARD FOR SOY PROTEIN PRODUCTS (Общий стандарт на продукты из соевого белка)[6],
- CODEX ALIMENTARIUS CXS 240—2003 STANDARD FOR AQUEOUS COCONUT PRODUCTS — Coconut Milk and Coconut Cream (Стандарт на водные кокосовые продукты. Кокосовое молоко и кокосовые сливки)[7],
- CXS 163—1987 STANDARD FOR WHEAT PROTEIN PRODUCTS INCLUDING WHEAT GLUTEN CODEX STAN 163—1987 (Стандарт для белковых продуктов из пшеницы, включая пшеничный глютен)[8] и др.

Помимо стандартов Кодекса Алиментариуса существует ряд стандартов, действующих на территории отдельных стран/групп стран, которые содержат требования к инновационной продукции на растительной основе. Например,
- Европейский стандарт INTERNATIONAL STANDARD ISO 23662:2021 «Определения и технические критерии для продуктов питания и пищевых ингредиентов, пригодных для вегетарианцев или веганов, а также для маркировки и формулирования различных утверждений в отношении свойств продуктов»[9];
- в Великобритании: PLANT-BASED GLOBAL STANDARD (Глобальный стандарт для растительной продукции)[10]

Российский опыт:
В России разработаны отдельные стандарты для некоторых продуктов на растительной основе — альтернатив продуктов из сырья животного происхождения. Например:
- ГОСТ Р 58449 «Напитки растительные белковые из сои. Общие технические условия»[11];
- ГОСТ 34620 — 2019 «Продукция пищевая специализированная. Смеси на основе изолята соевого белка для питания детей первого года жизни»[12] и др.

## Растительное мясо
Растительное мясо — продукт, состоящий из растительного белка, по внешнему виду, вкусу, цвету, запаху и консистенции иммитирующий мясо животного происхождения.. В отличие от привычного животного мяса, в основе мяса из растений лежит растительный белок, получаемый из сои, гороха, пшеницы, реже — из подсолнечника, грибного мицелия, фасоли, картофеля.
Продукты на основе растительного белка появились в конце XVIII века, когда американский врач Джон Харви Келлог разработал «безмясное мясо» на основе арахиса под названием Nuttose, а несколькими годами позже получил первый патент на Protose — овощной заменитель мяса из смеси злаков и орехов. Мясные продукты с добавлением сои были популярны в СССР в период кризиса — они стоили дешевле, чем мясо животных.
Первым растительным мясным продуктом в современной истории были растительные стрипсы со вкусом курицы.
Производство растительного мяса включает в себя три основных этапа:
- выращивание различных культур, используемых для получения сырья (например, горох, пшеница, соя)
- обработка культур, получение необходимых элементов, в частности, белка
- подбор ингредиентов для получения мясного вкуса и запаха: рапсовое, кокосовое и подсолнечное масло, ароматизаторы, загустители, пищевые волокна, специи.

Полученная смесь проходит обработку для получения мясной текстуры.
Способы производства растительного мяса:
Вариант 1 — метод экструзии. Для производства растительного мяса берут сырье из сои, пшеницы, гороха, риса, картофеля, канолы, морских водорослей, сжимают, затем разминают, нагревают за счет трения, добавляют растительный жир и свекольный или морковный сок для придания цвета.
Вариант 2 — создание растительного мяса по технологии ферментации горохового белка. Это химической процесс, преобразование исходного сырья в конечный продукт с использованием изолированных клеток или микроорганизмов. После переработки сырья микроорганизмами получается продукт, имитирующий мясной фарш.. Также выделяют двухступенчатую ферментацию — под воздействием энзимов и пробиотиков гороховый белок приобретает запах, вкус и текстуру мяса.
Особенности сырья:
- Соевый белок. Помимо белков, жиров и углеводов, содержат клетчатку, железо (Fe), кальций (Ca), цинк (Zn) и витамины группы B(3)[17].

- Растительное мясо на основе горохового белка содержит минералы и витамины группы B, лизин, лейцин, аспарагиновую кислоту, глутаминовую кислоту и аргинин.

На упаковке растительного мяса можно встретить, например, такой состав:
- гороховый белок;
- вода;
- масла — кокосовое, рисовое, какао;
- метилцеллюлоза и картофельный крахмал (служат загустителями);
- улучшители вкуса — соль, уксус, ароматизаторы;
- гранатовый, свекольный сок или гем железа (для цвета).

| Белки        | 20-54 г      |
| Жиры         | 0,14-4,6 г   |
| Углеводы     | 4-40 г       |
| Калорийность | 102-310 ккал |

| Белки        | 10-17 г     |
| Жиры         | 1,5-19 г    |
| Углеводы     | 3-7 г       |
| Калорийность | 98-320 ккал |

Объём рынка растительного мяса в мире сегодня составляет $4,2 млрд.
По экспертным оценкам, в 2020 году объём российского рынка растительного мяса оценили в 2,6 млрд рублей. В 2021 году торговые сети и крупные сервисы доставки расширили ассортиментную линейку на 50 %.

## Растительное молоко
Растительное молоко — беловатая жидкость, получаемая путем замачивания, экстракции, измельчения, фильтрации растительных продуктов.
Для изготовления растительного молока могут использовать орехи (миндаль, кешью, фундук, фисташки, грецкий орех), зерновые (ячмень, кукуруза, овес, рис, рожь, пшеница), псевдозерновые (гречка, киноа), семена (чиа, семена подсолнечника, льна, конопли), бобовые (соя, горох, арахис) или кокос. Растительное молоко не содержит казеин и лактозу.
Виды растительного молока:
- Зерновое молоко (овсяное молоко, рисовое молоко),
- Бобовое молоко (соевое молоко, гороховое молоко, арахисовое молоко),
- Ореховое молоко (миндальное молоко, молоко из кешью, фундука или фисташек).

Напитки на растительной основе существуют давно. Например, миндальное молоко было призвано заменить молоко коровье во время поста, а появилось ещё в Средние века. На Руси ореховые напитки начали готовить в XVII веке.
Растительные альтернативы молочных продуктов включены в ряд национальных рекомендаций по питанию. В частности, соевое молоко включено в Канадский национальный гид по питанию и в рекомендации Британской службы здравоохренения. Спреды из растительных масел включены в рекомендации таких стран, как [Великобритания]
[Финляндия],
[Ирландия].
Продажи растительного молока с июня 2020 года по май 2021 года в России увеличились на 22 % в натуральном выражении и на 25 % в денежном. Самая высокая динамика роста на российском рынке была зафиксирована с мая 2018 года по апрель 2019 года — на 561 % в натуральном, 253 % в денежном выражении.
.
В 2021 году на растительное молоко приходилось около 35 % мирового рынка растительных продуктов, а общий объём мирового рынка растительного молока составил 2,5 млрд долларов.

## Растительное мороженое
Современный ассортимент мороженого постоянно пополняется новыми видами с заменой части молочного сырья плодово-ягодными и овощными наполнителями, обогащающими продукт рядом незаменимых элементов.
Однако в доступной технической литературе отсутствуют исследования по разработке технологии и ассортимента мороженого на растительной основе с частичной или полной заменой молочного сырья. Научно обоснована и экспериментально подтверждена возможность использования растительных заменителей молока из прорастающих семян двудольных растений сои и культурной конопли применительно к технологии мороженого.
Установлено, что замена традиционного молочного сырья на растительное в целом положительно влияет на общий химический состав готовых продуктов. На 34-38 % снижается содержание углеводов, в вариантах с толокном углеводный состав дополняется легкоусвояемым декстринизированным крахмалом и сахарами, в рецептурах с полной заменой животного сырья исключается лактоза.

## Использование соевого белка
В странах Восточной Азии соя выращивается более 5 тысяч лет. Приготовление большинства соевых продуктов является традиционной ценностью, эти знания передаются из поколения в поколение.
В XX веке соевые продукты появились сначала в Америке, а затем и в Европе. Соя используется для приготовления пищевых продуктов в таких странах как Китай, Индонезия, Япония, Филиппины и других. В США производят более 400 видов высокобелковых продуктов из сои.
Способы, применявшиеся ещё в древние времена, сегодня индустриализованы посредством механизации различных этапов приготовления соевых продуктов. Найдены различные способы обработки сои на основе ферментации или без неё.
Неферментированные продукты из сои: соевое молоко, тофу, кори-тофу, юта. Продукты их сои, полученные в результате ферментации — альтернативы простокваше, кефиру, йогурту, творогу, сыру и др.
Аминокислотный состав соевого белка наиболее сбалансирован по сравнению с белками, получаемыми из других растительных источников, и близок к аминокислотному составу высококачественных животных белков. По усвояемости соевые белки не уступают животным белкам. Соевые белки используют в рационе питания человека и животных как для увеличения общего объёма потребления усваиваемых белков, так и для увеличения пищевой ценности продуктов.
Соевые белки активно применялись в мясной промышленности с 60-х годов прошлого века. Исследования показателей химического состава и функционально-технологических свойств альтернативных растительных белков показало, что пшеничный и гороховый белки не уступали соевому белку по массовой доле белка, энергетической ценности, вкладу общего содержания белка в энергетическую ценность, жиросвязывающей и жироэмульгирующей способностям. Однако практически полное отсутствие гелеобразующей способности пшеничного белка вызывало снижение структурно-механических характеристик вареных колбас на 14-17 % при одинаковом уровне введения растительного белка.
В течение последних десятилетий в результате многочисленных исследований получена обширная информация о растительных белках. Благодаря прогрессу технологии появилась реальная возможность получения белков, полностью выделенных из растительных источников, и использования их в очищенной форме. Многие страны-производители сои широко вырабатывают соевые продукты, содержание белков в которых колеблется от 50 % (различные виды муки) до 60-65 % (концентраты) и до 90 % (изоляты). Изоляты, полученные современными способами, имеют улучшенные вкусовые показатели, обладают способностью к взбиванию, позволяют регулировать вязкость, эмульгирующую способность и обеспечивают стабильность эмульсии готового продукта.

## Развитие рынка растительных продуктов
С октября 2020 года по октябрь 2021 года продажи растительных альтернатив молочных и мясных продуктов в России выросли на 19 % в натуральном выражении и на 18 % в денежном. Для сравнения: оборот продуктов животного происхождения за этот период в объёме сократился на 1 %, а в деньгах вырос только на 6 %.
За последние два года продажи этих категорий в РФ удвоились. 55 % рынка растительных продуктов приходится на растительные альтернативы молока, около 30 % — молочных десертов, 15 % — на заменители мяса. Ритейлеры также отмечают рост спроса на продукцию на растительной основе в России: продажи растительного мяса выросли на 18-26 %, а молока — на 39 %-76 % (а зависимости от торговой сети).

## Потребители
Продукция на растительной основе — базовая еда веганов и вегетарианцев. Всего выделяют две ключевые категории потребителей. Первая (вынужденная) — по медицинским показаниям, в силу различных заболеваний, например, из-за непереносимости лактозы, сердечно-сосудистых заболеваний, диабета, ожирения и т. п.
Вторая категория — делающие осознанный выбор. Люди отказываются от еды животного происхождения из-за этических убеждений (отказ от насилия над животными), климатической повестки (забота об экологии, снижение парниковых газов от животноводческих ферм и пр.), персонализированного питания (тщательный подход к формированию продуктовой корзины).
В России 30 % потребителей продуктов на растительной основе — миллениалы, поколение Х, родившиеся с 1981 по 1996 года. Некоторые считают, что эта категория потребителей отличается высокой озабоченностью своим здоровьем, поэтому тщательно подходит к выбору продуктов питания.
Ещё 32 % потребителей — центениалы, поколение Z, родившееся после 1996 года. Некоторые полагают, что представители этого поколения чаще других обеспокоены вопросами экологии, здорового питания и этичного отношения к животным. Через 10 лет доходы центениалов станут выше, чем у предыдущего поколения — миллениалов, а значит, они могут стать основными потребителями растительных продуктов.
Помимо веганов и вегетарианцев можно выделить и такой вид потребителей, как флекситарианцы. Это люди, которые сократили потребление продуктов животного происхождения в пользу растительных аналогов. Эти люди расширяют свои вкусовые границы, ищут новые вкусы и вносят разнообразие в привычные рационы..
Половина проживающих в городах молодых людей в возрасте до 34 лет употребляет растительное мясо и молоко. 56 % жителей российских городов готовы включать в свой рацион растительные продукты, если они приносят пользу здоровью. При этом для 49 % потребителей важен натуральный вкус, а для 33 % — доступная цена товара.